# Simulium yuphae
Simulium yuphae är en tvåvingeart som beskrevs av Takaoka och Choochote 2005. Simulium yuphae ingår i släktet Simulium och familjen knott.
Artens utbredningsområde är Thailand. Inga underarter finns listade i Catalogue of Life.